# Cúp Vàng CONCACAF 2013
Cúp Vàng CONCACAF 2013 là Cúp Vàng CONCACAF lần thứ 12 do CONCACAF tổ chức.
Giải đấu được diễn ra tại Hoa Kỳ từ 7 đến 28 tháng 7 năm 2013. Giải đấu có 12 đội tham dự, chia làm 3 bảng 4 đội, để chọn ra 2 đội đứng đầu bảng và đội đứng thứ 3 có thành tích tốt nhất giành quyền vào vòng trong. Chủ nhà Hoa Kỳ giành chức vô địch lần thứ năm sau khi vượt qua Panama 1–0 ở trận chung kết.

## Các đội giành quyền tham dự
| Đội                             | Tư cách qua vòng loại | Lần tham dự | Thành tích tốt nhất                          | Thứ hạng FIFA at start of event |
| Vùng Bắc Mỹ                     | Vùng Bắc Mỹ           | Vùng Bắc Mỹ | Vùng Bắc Mỹ                                  | Vùng Bắc Mỹ                     |
| ------------------------------- | --------------------- | ----------- | -------------------------------------------- | ------------------------------- |
| Hoa Kỳ                          | Chủ nhà               | 12          | Vô địch (1991, 2002, 2005, 2007)             | 22                              |
| México (Đương kim vô địch)      | Dự thẳng              | 12          | Vô địch (1993, 1996, 1998, 2003, 2009, 2011) | 20                              |
| Canada                          | Dự thẳng              | 11          | Vô địch (2000)                               | 88                              |
| Top 4 Cúp bóng đá Caribe 2012   |                       |             |                                              |                                 |
| Cuba                            | Vô địch               | 7           | Tứ kết (2003)                                | 82                              |
| Trinidad và Tobago              | Á quân                | 8           | Bán kết (2000)                               | 87                              |
| Haiti                           | Hạng ba               | 5           | Tứ kết (2002, 2009)                          | 69                              |
| Martinique                      | Hạng tư               | 4           | Tứ kết (2002)                                | N/A                             |
| Top 5 Cúp bóng đá Trung Mỹ 2013 |                       |             |                                              |                                 |
| Costa Rica                      | Vô địch               | 11          | Á quân (2002)                                | 39                              |
| Honduras                        | Á quân                | 11          | Á quân (1991)                                | 55                              |
| El Salvador                     | Hạng ba               | 8           | Tứ kết (2002, 2003, 2011)                    | 94                              |
| Belize                          | Hạng tư               | Lần đầu     | N/A                                          | 130                             |
| Panama                          | Hạng năm              | 6           | Á quân (2005)                                | 51                              |

## Trọng tài
Đây là danh sách các trọng tài điều khiển các trận đấu của Cúp Vàng CONCACAF 2013.
| Trọng tài chính - Dave Gantar (Canada) - Jeffrey Solis Calderón (Costa Rica) - Hugo Cruz Alvarado (Costa Rica) - Wálter Quesada (Costa Rica) - Marcos Brea (Cuba) - Joel Aguilar (El Salvador) - Elmer Arturo Bonilla (El Salvador) - Armando Castro Oviedo (Honduras) - Héctor Rodríguez (Honduras) - Courtney Campbell (Jamaica) - Marco Rodríguez (Mexico) - Javier Santos (Puerto Rico) - Enrico Wijngaarde (Suriname) - Mark Geiger (Hoa Kỳ) - Jair Marrufo (Hoa Kỳ) | Trợ lý trọng tài - Philippe Brière (Canada) - Joe Fletcher (Canada) - Octavio Jara (Costa Rica) - William Torres Mejía (El Salvador) - Juan Francisco Zumba (El Salvador) - Hermenerito Leal (Guatemala) - Christian Ramírez (Honduras) - Ricardo Morgan (Jamaica) - Garnet Page (Jamaica) - Marcos Quintero (Mexico) - Marvin Torrentera (Mexico) - Graeme Browne (St. Kitts and Nevis) - Ramon Ricardo Louisville (Suriname) - Eric Boria (Hoa Kỳ) - Sean Mark Hurd (Hoa Kỳ) |

## Địa điểm
| Pasadena              | Arlington | Denver | Miami Gardens | Atlanta           |
| --------------------- | --- | --- | --- | ----------------- |
| Rose Bowl             | Sân vận động AT&T | Sports Authority Field tại Mile High | Sân vận động Sun Life | Georgia Dome      |
| Sức chứa: 92.542      | Sức chứa: 80.000 | Sức chứa: 76.125 | Sức chứa: 74.918 | Sức chứa: 71.228  |
| Bảng A                | Bán kết | Bảng A | Bảng B | Tứ kết            |
|                       | | | |                   |
| Baltimore             | PasadenaSeattleDenverHarrisonMiami GardensHoustonPortlandSandyEast HartfordAtlantaBaltimoreArlingtonChicagoCúp Vàng CONCACAF 2013 (Hoa Kỳ) | PasadenaSeattleDenverHarrisonMiami GardensHoustonPortlandSandyEast HartfordAtlantaBaltimoreArlingtonChicagoCúp Vàng CONCACAF 2013 (Hoa Kỳ) | PasadenaSeattleDenverHarrisonMiami GardensHoustonPortlandSandyEast HartfordAtlantaBaltimoreArlingtonChicagoCúp Vàng CONCACAF 2013 (Hoa Kỳ) | Seattle           |
| Sân vận động M&T Bank | PasadenaSeattleDenverHarrisonMiami GardensHoustonPortlandSandyEast HartfordAtlantaBaltimoreArlingtonChicagoCúp Vàng CONCACAF 2013 (Hoa Kỳ) | PasadenaSeattleDenverHarrisonMiami GardensHoustonPortlandSandyEast HartfordAtlantaBaltimoreArlingtonChicagoCúp Vàng CONCACAF 2013 (Hoa Kỳ) | PasadenaSeattleDenverHarrisonMiami GardensHoustonPortlandSandyEast HartfordAtlantaBaltimoreArlingtonChicagoCúp Vàng CONCACAF 2013 (Hoa Kỳ) | CenturyLink Field |
| Sức chứa: 71.008      | PasadenaSeattleDenverHarrisonMiami GardensHoustonPortlandSandyEast HartfordAtlantaBaltimoreArlingtonChicagoCúp Vàng CONCACAF 2013 (Hoa Kỳ) | PasadenaSeattleDenverHarrisonMiami GardensHoustonPortlandSandyEast HartfordAtlantaBaltimoreArlingtonChicagoCúp Vàng CONCACAF 2013 (Hoa Kỳ) | PasadenaSeattleDenverHarrisonMiami GardensHoustonPortlandSandyEast HartfordAtlantaBaltimoreArlingtonChicagoCúp Vàng CONCACAF 2013 (Hoa Kỳ) | Sức chứa: 67.000  |
| Tứ kết                | PasadenaSeattleDenverHarrisonMiami GardensHoustonPortlandSandyEast HartfordAtlantaBaltimoreArlingtonChicagoCúp Vàng CONCACAF 2013 (Hoa Kỳ) | PasadenaSeattleDenverHarrisonMiami GardensHoustonPortlandSandyEast HartfordAtlantaBaltimoreArlingtonChicagoCúp Vàng CONCACAF 2013 (Hoa Kỳ) | PasadenaSeattleDenverHarrisonMiami GardensHoustonPortlandSandyEast HartfordAtlantaBaltimoreArlingtonChicagoCúp Vàng CONCACAF 2013 (Hoa Kỳ) | Bảng A            |
|                       | PasadenaSeattleDenverHarrisonMiami GardensHoustonPortlandSandyEast HartfordAtlantaBaltimoreArlingtonChicagoCúp Vàng CONCACAF 2013 (Hoa Kỳ) | PasadenaSeattleDenverHarrisonMiami GardensHoustonPortlandSandyEast HartfordAtlantaBaltimoreArlingtonChicagoCúp Vàng CONCACAF 2013 (Hoa Kỳ) | PasadenaSeattleDenverHarrisonMiami GardensHoustonPortlandSandyEast HartfordAtlantaBaltimoreArlingtonChicagoCúp Vàng CONCACAF 2013 (Hoa Kỳ) |                   |
| Chicago               | PasadenaSeattleDenverHarrisonMiami GardensHoustonPortlandSandyEast HartfordAtlantaBaltimoreArlingtonChicagoCúp Vàng CONCACAF 2013 (Hoa Kỳ) | PasadenaSeattleDenverHarrisonMiami GardensHoustonPortlandSandyEast HartfordAtlantaBaltimoreArlingtonChicagoCúp Vàng CONCACAF 2013 (Hoa Kỳ) | PasadenaSeattleDenverHarrisonMiami GardensHoustonPortlandSandyEast HartfordAtlantaBaltimoreArlingtonChicagoCúp Vàng CONCACAF 2013 (Hoa Kỳ) | East Hartford     |
| Soldier Field         | PasadenaSeattleDenverHarrisonMiami GardensHoustonPortlandSandyEast HartfordAtlantaBaltimoreArlingtonChicagoCúp Vàng CONCACAF 2013 (Hoa Kỳ) | PasadenaSeattleDenverHarrisonMiami GardensHoustonPortlandSandyEast HartfordAtlantaBaltimoreArlingtonChicagoCúp Vàng CONCACAF 2013 (Hoa Kỳ) | PasadenaSeattleDenverHarrisonMiami GardensHoustonPortlandSandyEast HartfordAtlantaBaltimoreArlingtonChicagoCúp Vàng CONCACAF 2013 (Hoa Kỳ) | Rentschler Field  |
| Sức chứa: 61.500      | PasadenaSeattleDenverHarrisonMiami GardensHoustonPortlandSandyEast HartfordAtlantaBaltimoreArlingtonChicagoCúp Vàng CONCACAF 2013 (Hoa Kỳ) | PasadenaSeattleDenverHarrisonMiami GardensHoustonPortlandSandyEast HartfordAtlantaBaltimoreArlingtonChicagoCúp Vàng CONCACAF 2013 (Hoa Kỳ) | PasadenaSeattleDenverHarrisonMiami GardensHoustonPortlandSandyEast HartfordAtlantaBaltimoreArlingtonChicagoCúp Vàng CONCACAF 2013 (Hoa Kỳ) | Sức chứa: 40.000  |
| Chung kết             | PasadenaSeattleDenverHarrisonMiami GardensHoustonPortlandSandyEast HartfordAtlantaBaltimoreArlingtonChicagoCúp Vàng CONCACAF 2013 (Hoa Kỳ) | PasadenaSeattleDenverHarrisonMiami GardensHoustonPortlandSandyEast HartfordAtlantaBaltimoreArlingtonChicagoCúp Vàng CONCACAF 2013 (Hoa Kỳ) | PasadenaSeattleDenverHarrisonMiami GardensHoustonPortlandSandyEast HartfordAtlantaBaltimoreArlingtonChicagoCúp Vàng CONCACAF 2013 (Hoa Kỳ) | Bảng C            |
|                       | PasadenaSeattleDenverHarrisonMiami GardensHoustonPortlandSandyEast HartfordAtlantaBaltimoreArlingtonChicagoCúp Vàng CONCACAF 2013 (Hoa Kỳ) | PasadenaSeattleDenverHarrisonMiami GardensHoustonPortlandSandyEast HartfordAtlantaBaltimoreArlingtonChicagoCúp Vàng CONCACAF 2013 (Hoa Kỳ) | PasadenaSeattleDenverHarrisonMiami GardensHoustonPortlandSandyEast HartfordAtlantaBaltimoreArlingtonChicagoCúp Vàng CONCACAF 2013 (Hoa Kỳ) |                   |
| Harrison              | Houston | Portland | Sandy |                   |
| Red Bull Arena        | Sân vận động BBVA Compass | Jeld-Wen Field | Sân vận động Rio Tinto |                   |
| Sức chứa: 25.189      | Sức chứa: 22.039 | Sức chứa: 20.438 | Sức chứa: 20.213 |                   |
| Bảng B                | Bảng B | Bảng C | Bảng C |                   |
|                       | | | |                   |

## Vòng bảng

### Bảng A
| Đội        | Trận | Thắng | Hoà | Thua | BT | BB | HS | Điểm |
| ---------- | ---- | ----- | --- | ---- | -- | -- | -- | ---- |
| Panama     | 3    | 2     | 1   | 0    | 3  | 1  | +2 | 7    |
| México     | 3    | 2     | 0   | 1    | 6  | 3  | +3 | 6    |
| Martinique | 3    | 1     | 0   | 2    | 2  | 4  | −2 | 3    |
| Canada     | 3    | 0     | 1   | 2    | 0  | 3  | −3 | 1    |

| Canada | 0–1      | Martinique     |
| ------ | -------- | -------------- |
|        | Chi tiết | Reuperné 90+3' |

| México       | 1–2      | Panama                    |
| ------------ | -------- | ------------------------- |
| Fabián 45+2' | Chi tiết | G. Torres 7' (ph.đ.), 48' |

| Panama                | 1–0      | Martinique |
| --------------------- | -------- | ---------- |
| G. Torres 85' (ph.đ.) | Chi tiết |            |

| México                              | 2–0      | Canada |
| ----------------------------------- | -------- | ------ |
| R. Jiménez 42' · Fabián 57' (ph.đ.) | Chi tiết |        |

| Panama | 0–0      | Canada |
| ------ | -------- | ------ |
|        | Chi tiết |        |

| Martinique            | 1–3    | México                              |
| --------------------- | ------ | ----------------------------------- |
| Parsemain 43' (ph.đ.) | Report | Fabián 21' · Montes 34' · Ponce 90' |

### Bảng B
| Đội                | Trận | Thắng | Hoà | Thua | BT | BB | HS | Điểm |
| ------------------ | ---- | ----- | --- | ---- | -- | -- | -- | ---- |
| Honduras           | 3    | 2     | 0   | 1    | 3  | 2  | +1 | 6    |
| Trinidad và Tobago | 3    | 1     | 1   | 1    | 4  | 4  | 0  | 4    |
| El Salvador        | 3    | 1     | 1   | 1    | 3  | 3  | 0  | 4    |
| Haiti              | 3    | 1     | 0   | 2    | 2  | 3  | −1 | 3    |

| El Salvador     | 2–2      | Trinidad và Tobago        |
| --------------- | -------- | ------------------------- |
| Zelaya 22', 69' | Chi tiết | Daniel 11' · K. Jones 73' |

| Haiti | 0–2      | Honduras                       |
| ----- | -------- | ------------------------------ |
|       | Chi tiết | R. Martínez 4' · M. Chávez 78' |

| Trinidad và Tobago | 0–2      | Haiti               |
| ------------------ | -------- | ------------------- |
|                    | Chi tiết | J. Maurice 16', 53' |

| Honduras     | 1–0      | El Salvador |
| ------------ | -------- | ----------- |
| Claros 90+2' | Chi tiết |             |

| El Salvador | 1–0      | Haiti |
| ----------- | -------- | ----- |
| Zelaya 76'  | Chi tiết |       |

| Honduras | 0–2      | Trinidad và Tobago                |
| -------- | -------- | --------------------------------- |
|          | Chi tiết | K. Jones 48' (ph.đ.) · Molino 67' |

### Bảng C
| Đội        | Trận | Thắng | Hoà | Thua | BT | BB | HS  | Điểm |
| ---------- | ---- | ----- | --- | ---- | -- | -- | --- | ---- |
| Hoa Kỳ     | 3    | 3     | 0   | 0    | 11 | 2  | +9  | 9    |
| Costa Rica | 3    | 2     | 0   | 1    | 4  | 1  | +3  | 6    |
| Cuba       | 3    | 1     | 0   | 2    | 5  | 7  | −2  | 3    |
| Belize     | 3    | 0     | 0   | 3    | 1  | 11 | −10 | 0    |

| Costa Rica                       | 3–0      | Cuba |
| -------------------------------- | -------- | ---- |
| Barrantes 52', 77' · Arrieta 71' | Chi tiết |      |

| Belize      | 1–6      | Hoa Kỳ                                                                    |
| ----------- | -------- | ------------------------------------------------------------------------- |
| Gaynair 40' | Chi tiết | Wondolowski 12', 37', 41' · Holden 58' · Orozco 72' · Donovan 76' (ph.đ.) |

| Hoa Kỳ                                                    | 4–1      | Cuba        |
| --------------------------------------------------------- | -------- | ----------- |
| Donovan 45+2' (ph.đ.) · Corona 57' · Wondolowski 66', 85' | Chi tiết | Alfonso 36' |

| Costa Rica       | 1–0      | Belize |
| ---------------- | -------- | ------ |
| Eiley 49' (l.n.) | Chi tiết |        |

| Cuba                                   | 4–0      | Belize |
| -------------------------------------- | -------- | ------ |
| Martínez 38', 61', 84' · Márquez 90+3' | Chi tiết |        |

| Hoa Kỳ   | 1–0      | Costa Rica |
| -------- | -------- | ---------- |
| Shea 82' | Chi tiết |            |

### Thứ tự các đội xếp thứ ba
| Bảng | Đội         | Tr | T | H | B | BT | BB | HS | Đ |
| ---- | ----------- | -- | - | - | - | -- | -- | -- | - |
| B    | El Salvador | 3  | 1 | 1 | 1 | 3  | 3  | 0  | 4 |
| C    | Cuba        | 3  | 1 | 0 | 2 | 5  | 7  | −2 | 3 |
| A    | Martinique  | 3  | 1 | 0 | 2 | 2  | 4  | −2 | 3 |

## Vòng đấu loại trực tiếp
|  | Tứ kết                             | Tứ kết                         |                                |   | Bán kết | Bán kết |  |  | Chung kết | Chung kết |
|  |                                    |                                |                                |   |         |         |  |  |           |           |
|  | 20 tháng 7 – Georgia Dome          |                                |                                |   |         |         |  |  |           |           |
|  |                                    |                                |                                |   |         |         |  |  |           |           |
|  | México                             | 1                              |                                |   |         |         |  |  |           |           |
|  | México                             | 1                              | 24 tháng 7 – Sân vận động AT&T |   |         |         |  |  |           |           |
|  | Trinidad và Tobago                 | 0                              |                                |   |         |         |  |  |           |           |
|  | Trinidad và Tobago                 | 0                              | México                         | 1 |         |         |  |  |           |           |
|  | 20 tháng 7 – Georgia Dome          |                                | México                         | 1 |         |         |  |  |           |           |
|  |                                    |                                | Panama                         | 2 |         |         |  |  |           |           |
|  | Panama                             | 6                              | Panama                         | 2 |         |         |  |  |           |           |
|  | Panama                             | 6                              | 28 tháng 7 – Soldier Field     |   |         |         |  |  |           |           |
|  | Cuba                               | 1                              |                                |   |         |         |  |  |           |           |
|  | Cuba                               | 1                              | Panama                         | 0 |         |         |  |  |           |           |
|  | 21 tháng 7 – Sân vận động M&T Bank |                                | Panama                         | 0 |         |         |  |  |           |           |
|  |                                    | Hoa Kỳ                         | 1                              |   |         |         |  |  |           |           |
|  | Honduras                           | Hoa Kỳ                         | 1                              | 1 |         |         |  |  |           |           |
|  | Honduras                           | 24 tháng 7 – Sân vận động AT&T |                                | 1 |         |         |  |  |           |           |
|  | Costa Rica                         | 0                              |                                |   |         |         |  |  |           |           |
|  | Costa Rica                         | 0                              | Honduras                       | 1 |         |         |  |  |           |           |
|  | 21 tháng 7 – Sân vận động M&T Bank |                                | Honduras                       | 1 |         |         |  |  |           |           |
|  |                                    |                                | Hoa Kỳ                         | 3 |         |         |  |  |           |           |
|  | Hoa Kỳ                             | 5                              | Hoa Kỳ                         | 3 |         |         |  |  |           |           |
|  | Hoa Kỳ                             | 5                              |                                |   |         |         |  |  |           |           |
|  | El Salvador                        | 1                              |                                |   |         |         |  |  |           |           |
|  | El Salvador                        | 1                              |                                |   |         |         |  |  |           |           |
|  |                                    |                                |                                |   |         |         |  |  |           |           |

### Tứ kết
| Panama                                                                          | 6–1      | Cuba        |
| ------------------------------------------------------------------------------- | -------- | ----------- |
| G. Torres 25' (ph.đ.), 37' · C. Rodríguez 68' · B. Pérez 78', 88' · Jiménez 85' | Chi tiết | Alfonso 21' |

| México         | 1–0      | Trinidad và Tobago |
| -------------- | -------- | ------------------ |
| R. Jiménez 84' | Chi tiết |                    |

| Hoa Kỳ                                                                 | 5–1      | El Salvador        |
| ---------------------------------------------------------------------- | -------- | ------------------ |
| Goodson 21' · Corona 29' · E. Johnson 60' · Donovan 78' · Diskerud 83' | Chi tiết | Zelaya 39' (ph.đ.) |

| Honduras  | 1–0      | Costa Rica |
| --------- | -------- | ---------- |
| Najar 49' | Chi tiết |            |

### Bán kết
| Hoa Kỳ                            | 3–1      | Honduras   |
| --------------------------------- | -------- | ---------- |
| E. Johnson 11' · Donovan 27', 53' | Chi tiết | Medina 52' |

| Panama                       | 2–1      | México     |
| ---------------------------- | -------- | ---------- |
| B. Pérez 13' · R. Torres 61' | Chi tiết | Montes 26' |

### Chung kết
| Hoa Kỳ   | 1–0      | Panama |
| -------- | -------- | ------ |
| Shea 69' | Chi tiết |        |

### Vô địch
| Vô địch Cúp Vàng CONCACAF 2013 Hoa Kỳ Lần thứ năm |

## Giải thưởng
| Cầu thủ xuất sắc nhất | Găng tay vàng | Chiếc giày vàng 1                               | Quả bóng vàng  |
| --------------------- | ------------- | ----------------------------------------------- | -------------- |
| Panama                | Jaime Penedo  | Gabriel Torres Chris Wondolowski Landon Donovan | Landon Donovan |

## Danh sách cầu thủ ghi bàn
5 bàn
| - Gabriel Torres | - Landon Donovan | - Chris Wondolowski |

4 bàn
- Rodolfo Zelaya

3 bàn
| - Ariel Martínez | - Marco Fabián | - Blas Pérez |

2 bàn
| - Michael Barrantes - José Ciprian Alfonso - Jean-Eudes Maurice | - Raúl Jiménez - Luis Montes - Kenwyne Jones | - Joe Corona - Eddie Johnson - Brek Shea |

1 bàn
| - Ian Gaynair - Jairo Arrieta - Yénier Márquez - Marvin Chávez - Jorge Claros - Rony Martínez - Nery Medina | - Andy Najar - Kévin Parsemain - Fabrice Reuperné - Miguel Ángel Ponce - Jairo Jiménez - Carlos Rodríguez - Román Torres | - Keon Daniel - Kevin Molino - Mikkel Diskerud - Clarence Goodson - Stuart Holden - Michael Orozco Fiscal |

phản lưới nhà
- Dalton Eiley (trận gặp Costa Rica)

## Bảng xếp hạng giải đấu
| Thứ hạng  | Đội                | Bảng | Điểm | Số trận | Thắng | Hòa | Thua | Bàn thắng | Bàn thua | Hiệu số |
| --------- | ------------------ | ---- | ---- | ------- | ----- | --- | ---- | --------- | -------- | ------- |
| Vô địch   | Hoa Kỳ             | C    | 18   | 6       | 6     | 0   | 0    | 20        | 4        | +16     |
| Á quân    | Panama             | A    | 13   | 6       | 4     | 1   | 1    | 11        | 4        | +7      |
| Bán kết   | México             | A    | 9    | 5       | 3     | 0   | 2    | 8         | 5        | +3      |
| Bán kết   | Honduras           | B    | 9    | 5       | 3     | 0   | 2    | 5         | 5        | 0       |
| Tứ kết    | Costa Rica         | C    | 6    | 4       | 2     | 0   | 2    | 4         | 2        | +2      |
| Tứ kết    | Trinidad và Tobago | B    | 4    | 4       | 1     | 1   | 2    | 4         | 5        | −1      |
| Tứ kết    | El Salvador        | B    | 4    | 4       | 1     | 1   | 2    | 4         | 8        | −4      |
| Tứ kết    | Cuba               | C    | 3    | 4       | 1     | 0   | 3    | 6         | 13       | −7      |
| Vòng bảng | Haiti              | B    | 3    | 3       | 1     | 0   | 2    | 2         | 3        | −1      |
| Vòng bảng | Martinique         | A    | 3    | 3       | 1     | 0   | 2    | 2         | 4        | −2      |
| Vòng bảng | Canada             | A    | 1    | 3       | 0     | 1   | 2    | 0         | 3        | −3      |
| Vòng bảng | Belize             | C    | 0    | 3       | 0     | 0   | 3    | 1         | 11       | −10     |